# Centrosom
Centrosomi su stanična tjelešca koja su glavna organizacijska središta mikrotubula i mikrofilamenata u stanici. Važna uloga centrosoma je u formiranju diobenog vretena za vrijeme diobe stanice. U biljnim stanicama postoji ekvivalent centrosomu, ali on ne sadrži centriole, iz čega možemo zaključiti da centrioli nisu neophodni za organizaciju citoskeleta.
Centrosom je građen od dvaju centriola koja stoje jedan na prema drugome pod pravim kutom, te pericentriolarne tvari. Nalazi se u citoplazmi životinjskih stanica i kod nekih alga. Vrlo je sitan i pod svjetlosnim mikroskopom vidimo ga kao svijetlo zrnce.